# شاين سيويل
شاين سيويل هو مصارع رياضي كندي، ولد في 5 سبتمبر 1972 في تورونتو في كندا.

## روابط خارجية
- شاين سيويل على موقع CageMatch worker (الإنجليزية)